# Campionati del mondo di atletica leggera indoor 2008 - Salto in alto maschile

## Qualificazioni
In finale va chi supera 2.30 m o rientra tra i primi 8.
| Pos | Atleta            | Paese       | misura  | Q | Progressione | Progressione | Progressione | Progressione |
| Pos | Atleta            | Paese       | misura  | Q | 2.15         | 2.20         | 2.24         | 2.27         |
| --- | ----------------- | ----------- | ------- | - | ------------ | ------------ | ------------ | ------------ |
| 1   | Stefan Holm       | Svezia      | 2.27    | q | -            | O            | O            | O            |
| 1   | Andra Manson      | Stati Uniti | 2.27    | q | O            | O            | O            | O            |
| 3   | Víctor Moya       | Cuba        | 2.27    | q | O            | XO           | O            | O            |
| 4   | Kyriakos Iōannou  | Cipro       | 2.27    | q | O            | XXO          | XO           | O            |
| 5   | Yaroslav Rybakov  | Russia      | 2.27    | q | -            | O            | O            | XO           |
| 5   | Jesse Williams    | Stati Uniti | 2.27    | q | -            | O            | O            | XO           |
| 7   | Jaroslav Bába     | Rep. Ceca   | 2.27    | q | O            | O            | XXO          | XO           |
| 8   | Dragutin Topić    | Serbia      | 2.27    | q | O            | O            | O            | XXO          |
| 9   | Michael Mason     | Canada      | 2.27    | q | O            | XO           | XXO          | XXO          |
| 10  | Dmytro Dem'yanyuk | Ucraina     | 2.24    |   | O            | O            | O            | XXX          |
| 11  | Andrey Tereshin   | Russia      | 2.24    |   | O            | XO           | XXO          | XXX          |
| 12  | Samson Oni        | Regno Unito | 2.24    |   | XO           | XXO          | XXO          | XXX          |
| 13  | Sergey Zasimovich | Kazakistan  | 2.20    |   | O            | O            | XXX          |              |
| 13  | Javier Bermejo    | Spagna      | 2.20    |   | O            | O            | XXX          |              |
| 15  | Gerardo Martínez  | Messico     | 2.15    |   | O            | XXX          |              |              |
| 15  | Filippo Campioli  | Italia      | 2.15    |   | O            | XXX          |              |              |
| 17  | Naoyuki Daigo     | Giappone    | 2.15 SB |   | XO           | XXX          |              |              |

## Finale
| Pos | Atleta           | Paese       | Misura | Progressione | Progressione | Progressione | Progressione | Progressione | Progressione | Progressione | Progressione | Progressione |
| Pos | Atleta           | Paese       | Misura | 2.19         | 2.23         | 2.27         | 2.30         | 2.32         | 2.34         | 2.36         | 2.38         | 2.41         |
| --- | ---------------- | ----------- | ------ | ------------ | ------------ | ------------ | ------------ | ------------ | ------------ | ------------ | ------------ | ------------ |
|     | Stefan Holm      | Svezia      | 2.36   | O            | O            | O            | XXO          | O            | X-           | O            | X-           | XX           |
|     | Yaroslav Rybakov | Russia      | 2.34   | -            | O            | O            | O            | O            | XO           | X-           | XX           |              |
|     | Kyriakos Iōannou | Cipro       | 2.30   | O            | XO           | O            | XXO          | XXX          |              |              |              |              |
|     | Andra Manson     | Stati Uniti | 2.30   | O            | O            | XO           | XXO          | XXX          |              |              |              |              |
| 5   | Víctor Moya      | Cuba        | 2.27   | O            | O            | O            | XXX          |              |              |              |              |              |
| 6   | Jesse Williams   | Stati Uniti | 2.27   | XO           | O            | O            | XXX          |              |              |              |              |              |
| 6   | Dragutin Topić   | Serbia      | 2.27   | XO           | -            | O            | -            | XXX          |              |              |              |              |
| 8   | Michael Mason    | Canada      | 2.27   | XO           | XXO          | O            | XXX          |              |              |              |              |              |
| 9   | Jaroslav Bába    | Rep. Ceca   | 2.23   | O            | O            | XXX          |              |              |              |              |              |              |